# Yanfanglinjen

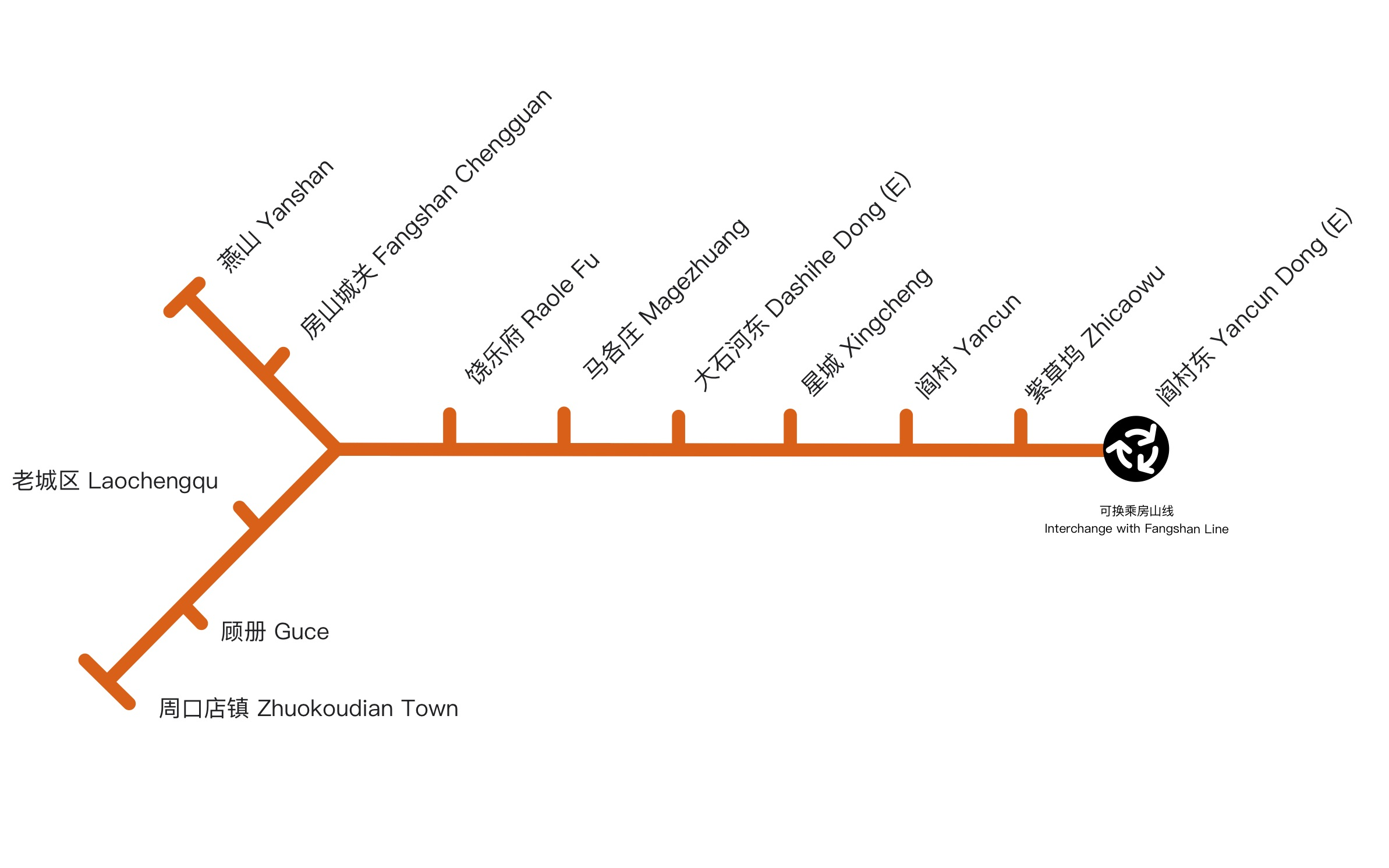
Stationskarta för Yanfanglinjen.

Yanfanglinjen (北京地铁燕房线; Běijīng dìtiě Yānfángxiàn) är en linje i Pekings tunnelbana som invigdes 2017. Yanfanglinjen är en förlängning väster ut från Fangshanlinjen. Linjen har en nordlig och en sydlig gren som sammanstrålar i stationen Raolefu varefter linjen fortsätter öster ut. Yanfanglinjen är helt automatiserad och förarlös och trafikerar i 80 km/h och har en kapacitet på 1 262 passagerare.
I december 2017 öppnade norra grenens sträckning från Yanhua till Suzhuang (Fangshanlinjen). Den södra grenen är planerad att driftsättas 2021.

## Lista över stationer
Från väster mot öster (norra grenen):
- Yanhua (燕化)
- Old City District North (老城区北)
- Raolefu (饶乐府) (anslutning mot södra grenen)
- Gubalu (顾八路)
- Xingcheng (星城)
- Yancun (阎村)
- Dazicaowu (大紫草坞)
- Yancun North (阎村北) (byte till      Fangshanlinjen)

Från väster mot öster (södra grenen):
- Zhoukoudian Town (周口店镇)
- Guce (顾册)
- Old City District (老城区)
- Raolefu (饶乐府) (anslutning mot norra grenen)